# Valeriana eichleriana
Valeriana eichleriana là một loài thực vật có hoa trong họ Kim ngân. Loài này được Graebn. miêu tả khoa học đầu tiên..